# Amt Lübbenau/Spreewald
Das Amt Lübbenau/Spreewald, bis 1998 Amt Lübbenau, war ein 1992 gebildetes Amt im Land Brandenburg, in dem sich elf Gemeinden des damaligen Kreises Calau (heute Landkreis Oberspreewald-Lausitz, Brandenburg) zu einem Verwaltungsverbund zusammengeschlossen hatten. Sitz der Amtsverwaltung war in der Stadt Lübbenau/Spreewald (bis 1998 Lübbenau). Das Amt Lübbenau/Spreewald wurde 2003 wieder aufgelöst. Es hatte damals über 19000 Einwohner.

## Geographische Lage
Das Amt Lübbenau/Spreewald grenzte im Norden an die amtsfreie Stadt Lübben (Landkreis Dahme-Spreewald), im Nordosten an das Amt Oberspreewald, im Osten an das Amt Burg (Spreewald), im Süden an die Ämter Vetschau und Calau und im Westen an das Amt Luckau.

## Geschichte
Der Minister des Innern des Landes Brandenburg erteilte am 9. Juli 1992 seine Zustimmung zur Bildung des Amtes Lübbenau. Als Zeitpunkt des Zustandekommens des Amtes wurde der 21. Juli 1992 festgelegt. Das Amt nach dem Amtsmodell 2 (das Amt bediente sich der Verwaltung der Stadt Lübbenau) hatte seinen Sitz in der Stadt Lübbenau und bestand aus elf Gemeinden im damaligen Kreis Calau:
1. Boblitz
2. Groß Beuchow
3. Groß Klessow
4. Groß Lübbenau
5. Kittlitz
6. Klein Radden
7. Leipe
8. Ragow
9. Bischdorf
10. Hindenberg
11. Stadt Lübbenau

Zum 1. Februar 1998 wurde das Amt Lübbenau in Amt Lübbenau/Spreewald umbenannt. Zum 26. Oktober 2003 wurden die Gemeinden Bischdorf, Boblitz, Groß Beuchow, Groß Lübbenau, Groß-Klessow, Hindenberg, Kittlitz, Klein Radden, Leipe und Ragow in die Stadt Lübbenau/Spreewald eingegliedert. Das Amt Lübbenau/Spreewald wurde aufgelöst, die Stadt Lübbenau/Spreewald amtsfrei.
Die Gemeinde Leipe erhob Verfassungsbeschwerde vor dem Verfassungsgericht des Landes Brandenburg, die jedoch teils verworfen, im Übrigen zurückgewiesen wurde.

## Amtsdirektor
- 1992–2000: Wolfgang Seeliger
- 2000–2003: Helmut Wenzel

Der Bürgermeister der Stadt Lübbenau/Spreewald war jeweils in Personalunion auch Amtsdirektor.

## Belege
1. ↑  Beitrag zur Statistik Landesbetrieb für Datenverarbeitung und Statistik Historisches Gemeindeverzeichnis des Landes Brandenburg 1875 bis 2005 19.8 Landkreis Oberspreewald-Lausitz PDF
2. ↑  Bildung der Ämter Vetschau, Schlieben, Angermünde-Land, Grünheide, Großräschen, Lübbenau, Unteres Dahmeland und Calau. Bekanntmachung des Ministers des Innern vom 30. Juni 1992. Amtsblatt für Brandenburg - Gemeinsames Ministerialblatt für das Land Brandenburg, 3. Jahrgang, Nummer 54, 31. Juli 1992, S. 968/9.
3. ↑  Änderung des Namens des Amtes Lübbenau. Bekanntmachung des Ministers des Innern vom 23. Januar 1998. Amtsblatt für Brandenburg - Gemeinsames Ministerialblatt für das Land Brandenburg, 9. Jahrgang, Nummer 6, 17. Februar 1998, S. 968/9.
4. ↑  Sechstes Gesetz zur landesweiten Gemeindegebietsreform betreffend die Landkreise Dahme-Spreewald, Elbe-Elster, Oberspreewald-Lausitz, Oder-Spree und Spree-Neiße (6.GemGebRefGBbg) vom 24. März 2003, Gesetz- und Verordnungsblatt für das Land Brandenburg, I (Gesetze), 2003, Nr. 05, S. 93.
5. ↑  Kommunale Verfassungsbeschwerde der Gemeinde Leipe gegen ihre Eingliederung in die Stadt Lübbenau VfGBbg: 224/03 Beschluss vom: 27.05.2004 S-Nr.: 1092